# Aeropuerto de Ajaccio-Napoleón Bonaparte
El Aeropuerto de Ajaccio (del francés: Aéroport d'Ajaccio-Napoléon-Bonaparte) (IATA: AJA, OACI: LFKJ), usualmente apodado Campo del oro, es el principal aeropuerto del departamento francés de Córcega del Sur y de toda la isla. Es también el que sirve a la capital de la isla, Ajaccio, ya que se encuentra a tan sólo 5 km de ésta. 
Este aeropuerto recibe vuelos tanto nacionales como internacionales comerciales, y vuelos regulares, chárter y privados.
Este aeropuerto es además la base de operaciones de la aerolínea Air Corsica.

## Estadísticas
El Aeropuerto Napoleón Bonaparte es el primero en tráfico de pasajeros de la isla de Córcega, por delante del Aeropuerto de Bastia-Poretta, el Aeropuerto de Figari-Sud Corse y el Aeropuerto de Calvi-Sainte-Catherine.
Ver fuente y consulta Wikidata.
| 2000      | 2006    | 2007      | 2008      | 2009      | 2010      |
| --------- | ------- | --------- | --------- | --------- | --------- |
| 1 072 532 | 981 428 | 1 025 119 | 1 072 768 | 1 089 797 | 1 114 573 |

## Aerolíneas y destinos

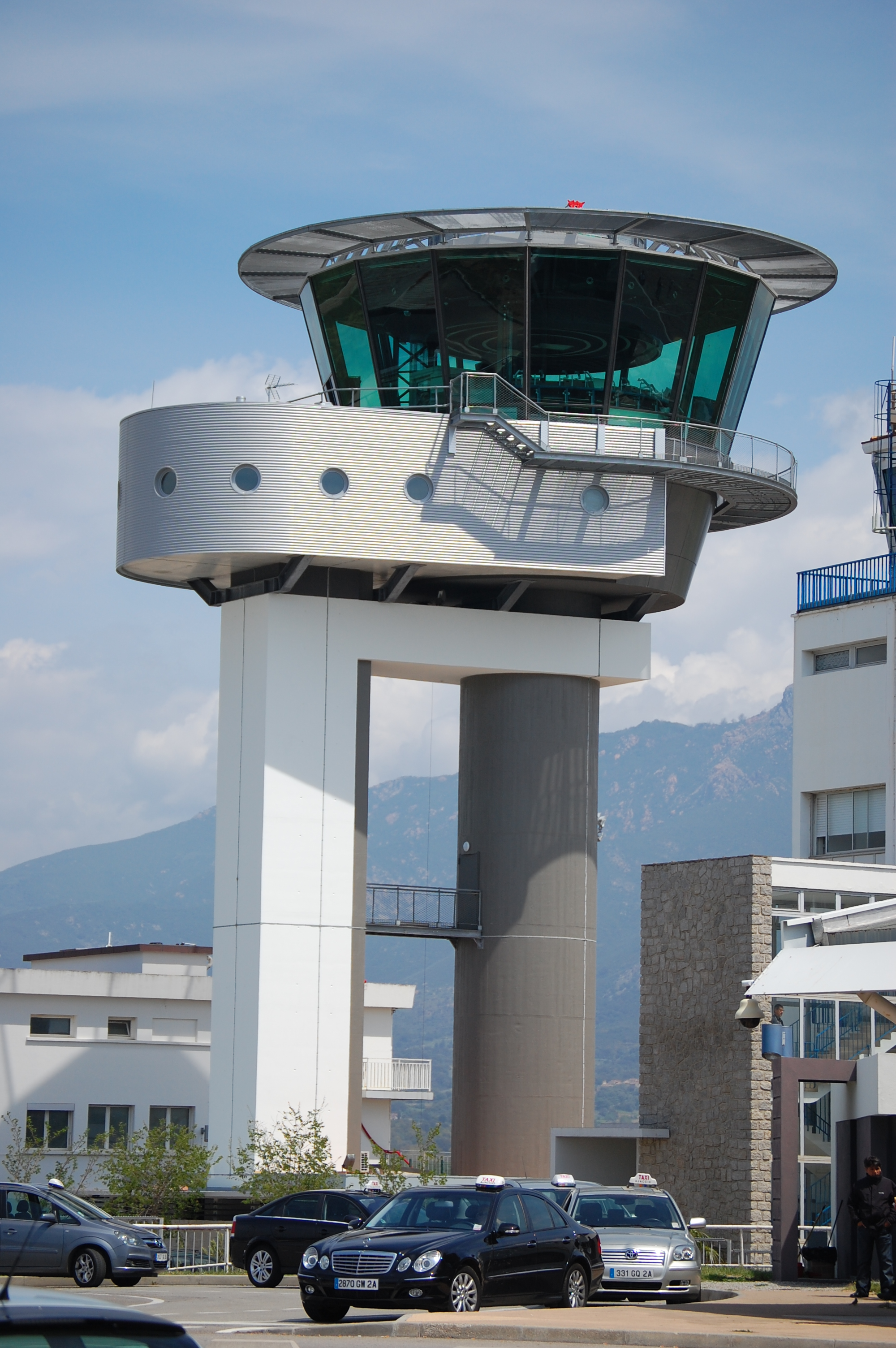
Torre de control del Aeropuerto de Ajaccio

### Destinos nacionales
| Ciudades                  | Aeropuerto                                  | Aerolíneas                                                                         |
| Francia                   | Francia                                     | Francia                                                                            |
| ------------------------- | ------------------------------------------- | ---------------------------------------------------------------------------------- |
| Alta Francia              |                                             |                                                                                    |
| Lille                     | Aeropuerto de Lille-Lesquin                 | Volotea (estacional)                                                               |
| Auvernia-Ródano-Alpes     |                                             |                                                                                    |
| Clermont-Ferrand          | Aeropuerto de Clermont-Ferrand/Auvergne     | Air Corsica (estacional)                                                           |
| Lyon                      | Aeropuerto de Lyon-Saint Exupéry            | Air Corsica / EasyJet (estacional) / Transavia (estacional) / Volotea (estacional) |
| Bretaña                   |                                             |                                                                                    |
| Brest                     | Aeropuerto de Brest-Bretagne                | Volotea (estacional)                                                               |
| Gran Este                 |                                             |                                                                                    |
| Estrasburgo               | Aeropuerto de Estrasburgo                   | Volotea (estacional)                                                               |
| Isla de Francia           |                                             |                                                                                    |
| París                     | Aeropuerto de París-Charles de Gaulle       | Air France (estacional) / EasyJet (estacional)                                     |
| París                     | Aeropuerto de París-Orly                    | Air Corsica / Air France                                                           |
| Nueva Aquitania           |                                             |                                                                                    |
| Brive-la-Gaillarde        | Aeropuerto de Brive                         | Chalair Aviation (estacional)                                                      |
| Burdeos                   | Aeropuerto de Burdeos-Mérignac              | Air France (estacional) / Volotea (estacional)                                     |
| Pau                       | Aeropuerto de Pau-Pirineos                  | Chalair Aviation (estacional)                                                      |
| Normandía                 |                                             |                                                                                    |
| Caen                      | Aeropuerto de Caen-Carpiquet                | Air France (estacional) / Volotea (estacional)                                     |
| Región de Occitania       |                                             |                                                                                    |
| Montpellier               | Aeropuerto de Montpellier-Méditerranée      | Volotea (estacional)                                                               |
| Rodez                     | Aeropuerto de Rodez-Marcillac               | Volotea (estacional)                                                               |
| Toulouse                  | Aeropuerto de Toulouse-Blagnac              | Air Corsica / Volotea (estacional)                                                 |
| Países del Loira          |                                             |                                                                                    |
| Nantes                    | Aeropuerto de Nantes Atlantique             | EasyJet (estacional) / Transavia (estacional) / Volotea (estacional)               |
| Provenza-Alpes-Costa Azul |                                             |                                                                                    |
| Marsella                  | Aeropuerto de Marsella-Provenza             | Air Corsica                                                                        |
| Niza                      | Aeropuerto Internacional de Niza-Costa Azul | Air Corsica                                                                        |

### Destinos internacionales
| Ciudades por países | Nombre del aeropuerto                   | Aerolíneas               |
| Europa              | Europa                                  | Europa                   |
| ------------------- | --------------------------------------- | ------------------------ |
| Bélgica             |                                         |                          |
| Charleroi           | Aeropuerto de Charleroi Bruselas-Sur    | Air Corsica (estacional) |
| Italia              |                                         |                          |
| Roma                | Aeropuerto de Roma-Fiumicino            | Air Corsica (estacional) |
| Luxemburgo          |                                         |                          |
| Luxemburgo          | Aeropuerto de Luxemburgo Findel         | Luxair (estacional)      |
| Noruega             |                                         |                          |
| Oslo                | Aeropuerto de Oslo-Gardermoen           | Norwegian (estacional)   |
| Suiza               |                                         |                          |
| Basilea             | Aeropuerto de Basilea-Mulhouse-Friburgo | EasyJet (estacional)     |
| Ginebra             | Aeropuerto Internacional de Ginebra     | EasyJet (estacional)     |